# Waltraud Schiffels
Waltraud Schiffels (* 12. April 1944 in Saarbrücken als Walter Schiffels; † 24. Februar 2021 ebenda) war eine deutsche Schriftstellerin und Germanistin.

## Leben und Werk
Schiffels, geboren als Kind eines Ingenieurs und einer Ärztin für Neurologie, studierte Geschichte, Germanistik, Pädagogik und Philosophie. 1975 wurde sie von der Universität des Saarlandes im Fach Germanistik promoviert, wo sie anschließend eine unterrichtende Tätigkeit aufnahm. Nach ihrer Ehescheidung trat sie zeitweilig als Transvestit in Erscheinung; im Jahr 1988 erfolgten geschlechtsangleichende Maßnahmen und die amtliche Annahme des Vornamens Waltraud. Ab den 80er Jahren war Waltraud Schiffels Leiterin des Fachbereichs Kultur an der Volkshochschule des Regionalverbands Saarbrücken.
Waltraud Schiffels’ Schwerpunkt als Schriftstellerin war die Transgeschlechtlichkeit, die ihr eigenes Leben betraf. Autobiografische Bücher vor diesem Hintergrund sind Frau werden, von Walter zu Waltraud (1992) und Ich bin zwei (1993). Auch in ihren Roman Im Rock (1990) ließ sie teilweise autobiografische Erlebnisse einfließen. Regionalgeschichtliche Erzählungen verfasste sie mit Der Vampyr von St. Johann (1990) und Saarbrücker Hexen (1991). Zusammen mit Barbara Kamprad gab Waltraud Schiffels 1991 den Sammelband Im falschen Körper: Alles über Transsexualität heraus.
Die Hannchen-Mehrzweck-Stiftung ehrt sie seit 2021 mit dem Waltraud-Schiffels-Fonds zur Unterstützung der Emanzipation von trans* Personen.

## Werke
- Geschichte(n) erzählen. Über Geschichte, Funktionen und Formen historischen Erzählens. Scriptor-Verlag, Kronberg/Taunus 1975, ISBN 3-589-20108-8 (Zugleich: Saarbrücken, Universität, Philosophische Fakultät, Dissertation 1975)
- Fritz Ludwig Schmidt: Saarbrücker Skizzen. Aquarelle und Zeichnungen. Text: Walter Schiffels. Saarbrücker Druckerei und Verlag, Saarbrücken 1980, ISBN 3-921646-30-8
- Der Vampyr von St. Johann. Unheimliche Geschichten. Hempel, Lebach 1990, ISBN 3-925192-67-0
- Im Rock. Palette-Verlag, Bamberg 1990, ISBN 3-928062-01-8
- Saarbrücker Hexen. Erotische Geschichten. Lehnert, Saarbrücken 1991, ISBN 3-926320-29-X
- Im falschen Körper. Alles über Transsexualität. Herausgegeben von Barbara Kamprad und Waltraud Schiffels. Kreuz-Verlag, Zürich 1991, ISBN 3-268-00121-1
- Frau werden, von Walter zu Waltraud. Authentischer Bericht einer Transsexuellen. Edition Ebersbach im eFeF-Verlag, Zürich und Dortmund 1992, ISBN 3-905493-34-9
- Ich bin zwei. Ein Gespräch über Literatur und das Leben zwischen den Geschlechtern. Palette-Verlag, Bamberg 1993, ISBN 3-928062-08-5